# Coulabilité

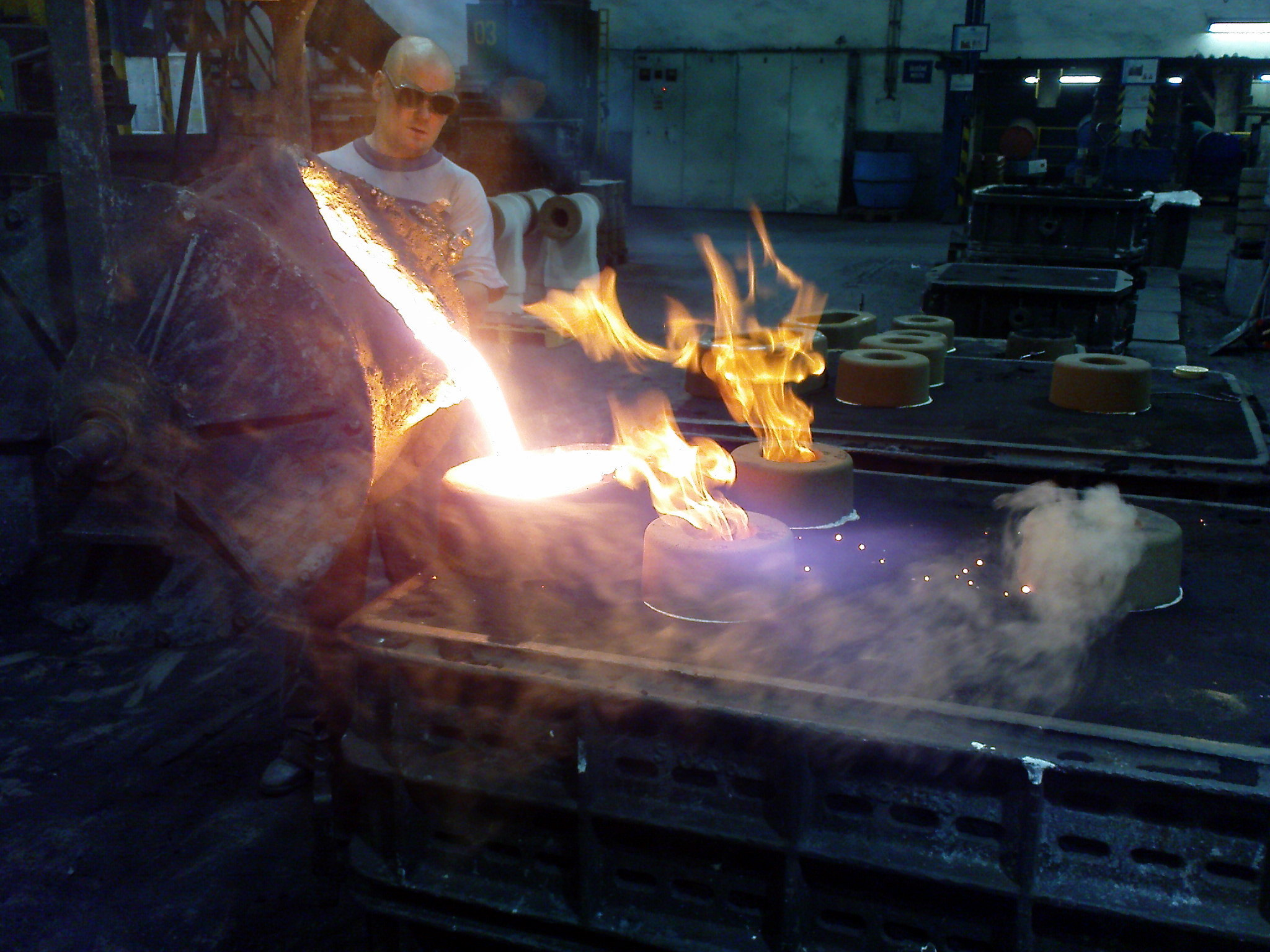
Un fondeur (en haut à gauche) coulant un métal en fusion dans un récipient circulaire.

La coulabilité est une propriété d'un alliage destiné à la fonderie défini comme étant l'aptitude de l'alliage à remplir correctement une empreinte.

## Essai de coulabilité
Les phénomènes physiques sont nombreux et difficilement paramétrables, bien que des solutions de simulation numériques commencent à voir le jour. On a encore souvent recours aux essais de coulabilité réalisés dans les mêmes conditions que la coulée de la pièce pour apprécier cette propriété.
On utilise une éprouvette normalisée en colimaçon de section triangulaire, le résultat s'exprime en longueur de spirale mesurée en cm. Ce résultat via une approche empirique permet de concevoir les moules.
En général plus l'intervalle de température de solidification {\displaystyle \Delta \Theta } est important (différence entre la température de liquidus et de solidus de l'alliage), moins bonne est la coulabilité.